# Francesco Fedeli

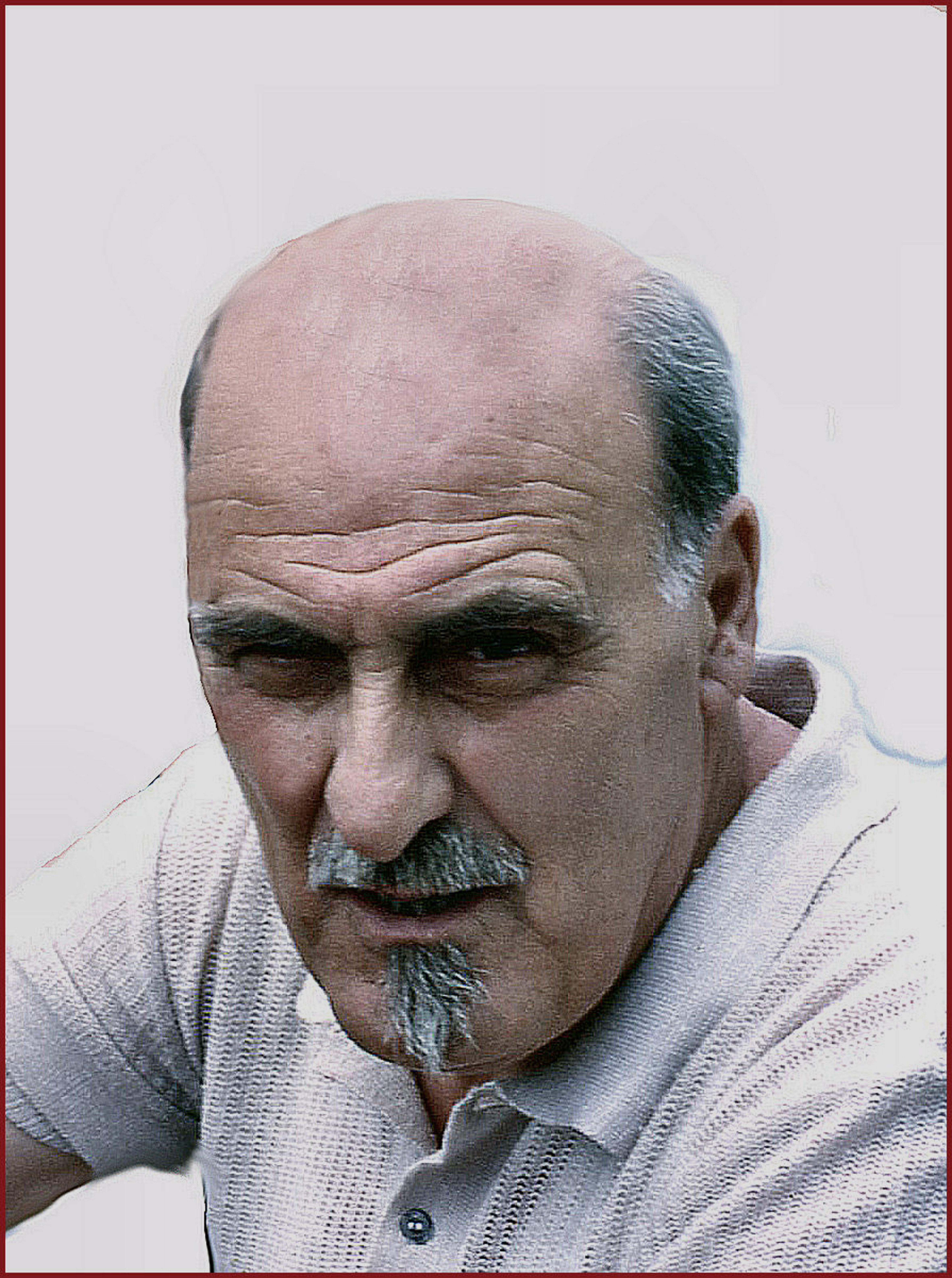
Pittore Aurelio Villanova (1923-2012).

Francesco Fedeli (Milano, 17 ottobre 1911 – Varese, 26 gennaio 1998) è stato un pittore italiano.

## Biografia e produzione artistica
Nato a Milano nel 1911, fin da ragazzino dimostrò una particolare inclinazione per le arti figurative e a soli quindici anni iniziò a frequentare a Gallarate lo studio dei pittori Pasquale Bossi e Mario Broggi. Due anni dopo diventò l'aiutante dell'affreschista Carlo Cocquio, sviluppando uno stile destinato a lasciare un segno nella sua produzione futura.
Si iscrisse poi all'Accademia di Brera, dove avrà come insegnante Umberto Lilloni. Furono anni di studio e di fervore creativo che lo porteranno, nel 1931, a soli vent'anni, a esporre le sue opere in una mostra collettiva presso la Regia Accademia di Belle Arti di Milano. La prima personale è del 1937, con 60 dipinti, presso la galleria milanese Piccola Mostra.
Da quel momento si susseguirono numerose esposizioni, collettive e personali, fino allo scoppio della guerra, a causa della quale il pittore fu mandato a combattere al fronte jugoslavo. Nel 1942 partecipò tuttavia alla mostra collettiva itinerante “Artisti italiani in armi”, che portò le sue opere ad essere esposte a Roma, Monaco, Berlino, Vienna, Budapest e Sofia, fino alla promozione a corrispondente pittore sul fronte russo, da dove documentò la vita dei soldati e il dramma e le pene della popolazione russa con disegni che apparvero sui principali quotidiani e riviste italiani. Alla fine della campagna di Russia, Fedeli riesce a portare in patria moltissimo materiale che nel giugno 1944 fu esposto a Brescia presso la Galleria Paganora.
Nonostante la guerra, riuscì a partecipare nel 1942 alla Biennale di Venezia e alla Quadriennale di Roma.
Nel dopoguerra, riprese l'attività pittorica. Si diede anche all'insegnamento, essendo stato per quindici anni (1945-1960) titolare della cattedra di pittura e composizione alla Scuola Superiore d’Arte del Castello Sforzesco di Milano. Fu maestro del pittore Trevigiano Aurelio Villanova,
Ha inoltre collaborato con architetti e registi cinematografici e teatrali; in particolare, ha curato la consulenza pittorica per il Gesù di Nazareth di Franco Zeffirelli.
Nel 2006 si è svolta presso la Galleria dell'Incisione di Brescia la mostra postuma Impressioni di Russia, un'esposizione dei disegni realizzati sul fronte russo.